# Drosophila denotata
Drosophila denotata är en tvåvingeart som beskrevs av Elmo Hardy 1965. Drosophila denotata ingår i släktet Drosophila och familjen daggflugor.
Artens utbredningsområde är Hawaii.